# Raúl Marcos Longhi Aizpún
Raúl Marcos Longhi Aizpún (Mar del Plata, 17 de juny de 1952) és un exfutbolista argentí de les dècades de 1970 i 1980.

## Trajectòria
Jugava a la posició d'interior dret, i ocasionalment de lateral dret. Començà la seva carrera esportiva al CA Kimberley de la seva ciutat natal. La seva progressió fou molt ràpida i amb només 18 anys va debutar a primera divisió. Dos anys més tard es traslladà a Catalunya, on fixà la seva residència, fitxat pel RCD Espanyol. Jugà tres temporades cedit a la UE Sant Andreu a la Segona Divisió, i el 1976 ingressà al primer equip del RCD Espanyol, club amb què jugà durant sis temporades a Primera, a les ordres dels entrenadors José Antonio Irulegui, Heriberto Herrera, Vicente Miera i José María Maguregui. Acabà la seva etapa com a jugador al Girona FC i al CE L'Hospitalet, on penjà les botes el 1985.
El 1986 començà la seva carrera d'entrenador al CE L'Hospitalet i l'any següent al Sant Cugat Esport, a Territorial Preferent. Dos anys més tard, durant la temporada 1988-89, fou tres mesos segon entrenador del RCD Espanyol amb Josep Mauri. Retornà al Sant Cugat i més tard passà pel Club Gimnàstic de Tarragona i la Unió Esportiva Figueres. A partir de 1995 la seva carrera estigué lligada a Víctor Muñoz, essent el seu segon entrenador a diversos equips, com el RCD Mallorca, CD Logroñés, Vila-real CF, Reial Saragossa o Getafe CF. El juny de 2011 esdevingué entrenador del RCD Espanyol B. El novembre de 2012, després de la destitució de Mauricio Pochettino, dirigí durant un partit de Copa davant el Sevilla FC, el primer equip de l'Espanyol. El febrer de 2013 fou destituït al capdavant del filial blanc-i-blau.